# Xã Grace, Quận Grand Forks, Bắc Dakota
Xã Grace (tiếng Anh: Grace Township) là một xã thuộc quận Grand Forks, tiểu bang Bắc Dakota, Hoa Kỳ. Năm 2010, dân số của xã này là 81 người.